# Святопетровка
Святопетровка (укр. Святопетрівка,
до 2016 года — Петровка (укр. Петрівка) — село,
Петровский сельский совет,
Гуляйпольский район,
Запорожская область,
Украина.
Код КОАТУУ — 2321885001. Население по переписи 2001 года составляло 78 человек.
Является административным центром Петровского сельского совета, в который входят сёла Святопетровка, Зелёное и
Староукраинка.

## Географическое положение
Село Святопетровка находится в 2,5 км от левого берега реки Гайчур,
на расстоянии в 1,5 км от села Криничное и в 2,5 км от села Зелёное.
По селу протекает пересыхающий ручей с запрудой.
Рядом проходит железная дорога, станция Гуляйполе в 4-х км.

## Происхождение названия
На территории Украины 74 населённых пункта с названием Петровка.

## История
- 1923 год — дата основания.